# Obertura francesa
|  | No s'ha de confondre amb defensa francesa. |

Una obertura francesa és una peça instrumental situada al començament de qualsevol obra a tall d'introducció estructurada en tres temps segons la seqüència lent - ràpid - lent. Tal esquema d'obertura és l'antagonista de l'anomenada obertura italiana (ràpid - lent - ràpid).
Aquest tipus d'obertura va ser creat pel compositor barroc Jean Baptiste Lully (1632-1687). Lully, nascut a Florència, ocupà importants càrrecs musicals a la cort francesa de Lluís XIV, on establí els patrons de l'òpera barroca francesa, inclosa aquesta forma d'obertura.
Tot i el seu origen operístic, aquest model d'obertura va esdevenir apte per a qualsevol tipus de composició musical, incloses les obres per a un sol instrument.
L'obertura francesa revesteix de gran solemnitat els seus primers compassos a temps lent. Sobtadament, el ràpid temps central (generalment de tipus fuguístic) trenca aquesta solemnitat i permet mostrar a l'oient la potència de l'orquestra i el talent del compositor, a manera de degustació inicial de la música que hom podrà gaudir al llarg de l'obra que l'obertura preludia. El tercer temps de l'obertura acostuma a ser una repetició del primer moviment, novament revestit d'una pomposa solemnitat.
L'obertura francesa tant pot preludiar obres vocals (òperes, oratoris) com suites i ballets instrumentals. Fou usada amb profusió durant tot el període barroc. Johann Sebastian Bach i Georg Friedrich Haendel en foren usuaris habituals.